# Glen Crowe
Glen Crowe, né le 25 décembre 1977 à Dublin, est un footballeur international irlandais. Glen Crowe est l'un des buteurs les plus prolifiques de la League of Ireland, en particulier lors de son passage au Bohemian, où il marque 110 buts en 180 matchs entre 1999 et 2004. Il est sélectionné à deux reprises en équipe d'Irlande.

## Biographie
Glen Crowe reçoit sa première sélection en équipe d'Irlande le 20 novembre 2002 contre la Grèce, et sa seconde le 30 avril 2003 contre la Norvège. 
Il est surtout connu pour sa période au Bohemian (1999–2004) où il marque de nombreux buts, devenant par deux fois footballeur irlandais de l'année (2001 et 2003).
Avec le Bohemian Football Club, il inscrit 25 buts dans le championnat d'Irlande lors de la saison 2000-2001, puis 20 buts la saison suivante (ou 21 selon les sources). Il est meilleur buteur du championnat irlandais à trois reprises.
Au cours de sa carrière, il participe aux compétitions européennes et joue notamment 11 matchs en Ligue des champions, inscrivant 4 buts.
Il entraîne actuellement le Malahide United Football Club en Leinster Senior League (en) après avoir pris sa retraite professionnelle.
À fin 2015, Crowe est le septième buteur de l'histoire du championnat d'Irlande de football avec 159 buts.

## Palmarès, distinctions personnelles et records

### Palmarès
Glen Crowe est passé par de nombreux clubs, en Angleterre, au Pays de Galles ainsi qu'en Irlande. Il est surtout connu pour ses deux passages au Bohemian avec lequel il sept titres. Il obtient à quatre reprises le titre de champion d'Irlande, en 2000-2001, 2002-2003, 2008 et 2009. Il gagne également deux Coupe d'Irlande en 2001 et 2008 ainsi qu'une Coupe de la Ligue irlandaise en 2009. Avec le Shelbourne Football Club qu'il rejoint en 2005 pour une saison, il est sacré champion d'Irlande 2006. 
En sélection nationale, Glen Crowe termine troisième de la Coupe du monde des moins de 20 ans en 1997.

### Distinctions personnelles et records
Lors de son passage au Bohemian Football Club, Glen Crowe obtient plusieurs distinctions personnelles. Il est nommé joueur de l'année du Championnat d'Irlande lors de ses deux premières saisons au club, en 2000-2001 et 2001-2002 et footballeur irlandais de l'année lors des saisons 2000-2001 et 2002-2003. Il est également le meilleur buteur du championnat irlandais trois fois consécutivement, entre 2001 et 2003.
Glen Crowe est le détenteur de plusieurs records dont celui du meilleur buteur du Bohemian FC avec 133 buts. Il est le meilleur buteur du club en Coupe d'Irlande avec 22 buts marqués dans la compétition et en compétition européenne avec 11 buts. 